# Bruno Pianta
Bruno Pianta (Treviso, 13 settembre 1943 – Siena, 6 settembre 2016) è stato un etnomusicologo e musicista italiano.

## Biografia
Grazie al suo interesse per la cultura americana incontrò Roberto Leydi, con cui intraprese diverse ricerche legate alla cultura folkloristica nell'Italia settentrionale.
Nel 1966 sotto l'attenzione di Leydi, viene coinvolto insieme a Sandra Mantovani nella fondazione del gruppo Almanacco Popolare,  progetto musicale di folk revival nord-italiano.
Dal 1972 ha dato vita al Servizio Cultura del Mondo Popolare della Regione Lombardia (in seguito divenuto AESS) per cui pubblicò una serie di documentari etnografici, con l'uso pioneristico del cinema nel campo antropologico.

## Opere
- Bergamo e il suo territorio, Quaderni di documentazione regionale 14, 1975
- Cultura Popolare, Garzanti, 1982
- Mondo popolare in Lombardia Pavia e il suo territorio, Pavia e il suo territorio, Silvana Editoriale, 1990 / (a cura di) Roberto Leydi, Bruno Pianta, Angelo Stella
- Mondo popolare in Lombardia 2,Brescia e il suo territorio, Silvana Editoriale, 1975 / Roberto Leydi, Bruno Pianta

## Collane cinematografiche
- I balli delle quattro province, 1976
- Carnevale in montagna: Bagolino e Ponte Caffaro, 1976
- Gli Scarpinanti. I battitori, i cantastorie, 1978

## Discografia
- I protagonisti. Minatori della Valtrompia La famiglia Bregoli di Pezzaze, Collana discografica documenti della cultura popolare 5, Albatros VPA 8237 RL, 33/30, inserto 3 pp., 1975
- I protagonisti. Le mondine di Villa Garibaldi, Collana discografica documenti della cultura popolare 3, Albatros VPA 8231 RL, 33/30, inserto 7 pp., 1975
- I protagonisti. Ernesto Sala. Il “piffero” di Cegni, Collana discografica documenti della cultura popolare 6, Albatros VPA 8269 RL, 33/30, inserto 4 pp., 1976
- I protagonisti. Calabresi a Milano, Collana discografica documenti della cultura popolare 10,Albatros VPA 8381 RL, 33/30, inserto 5 pp., 1977
- Canti popolari italiani, Albatros,1969
- Servi, baroni e uomini, Albatros, 1970
- Il calendario dei poveri, Albatros,1972
- Canti e balli dell'Italia Settentrionale, Albatros,1976